# Castellar (Jaén)
Castellar (anteriorment conegut com a Castellar del Condado o Castellar de Santisteban) és una població i municipi de la província de Jaén. En una població de 3.748 habitants (INE 2006).

## Història
El nom de la població apareix escrit per primera volta en unes cròniques de Ferran III de Castella el 1225, en les quals afirma haver conquistat als musulmans un lloc conegut com El Castillo. A partir del segle xv va rebre el nom de Castellar del Condado que va mantenir fins a principis del segle xix, que va passar a ser denominat Castellar de Santisteban. El 6 d'octubre de 1981 l'ajuntament va decidir canviar el nom del municipi pel de Castellar.